# フッド子爵
フッド子爵（英語: Viscount Hood）は、イギリスの子爵位、グレートブリテン貴族。1796年にサミュエル・フッド提督が叙されたのに始まる。なお初代ブリッドポート子爵アレグザンダー・フッドは初代子爵の弟である。

## 歴史

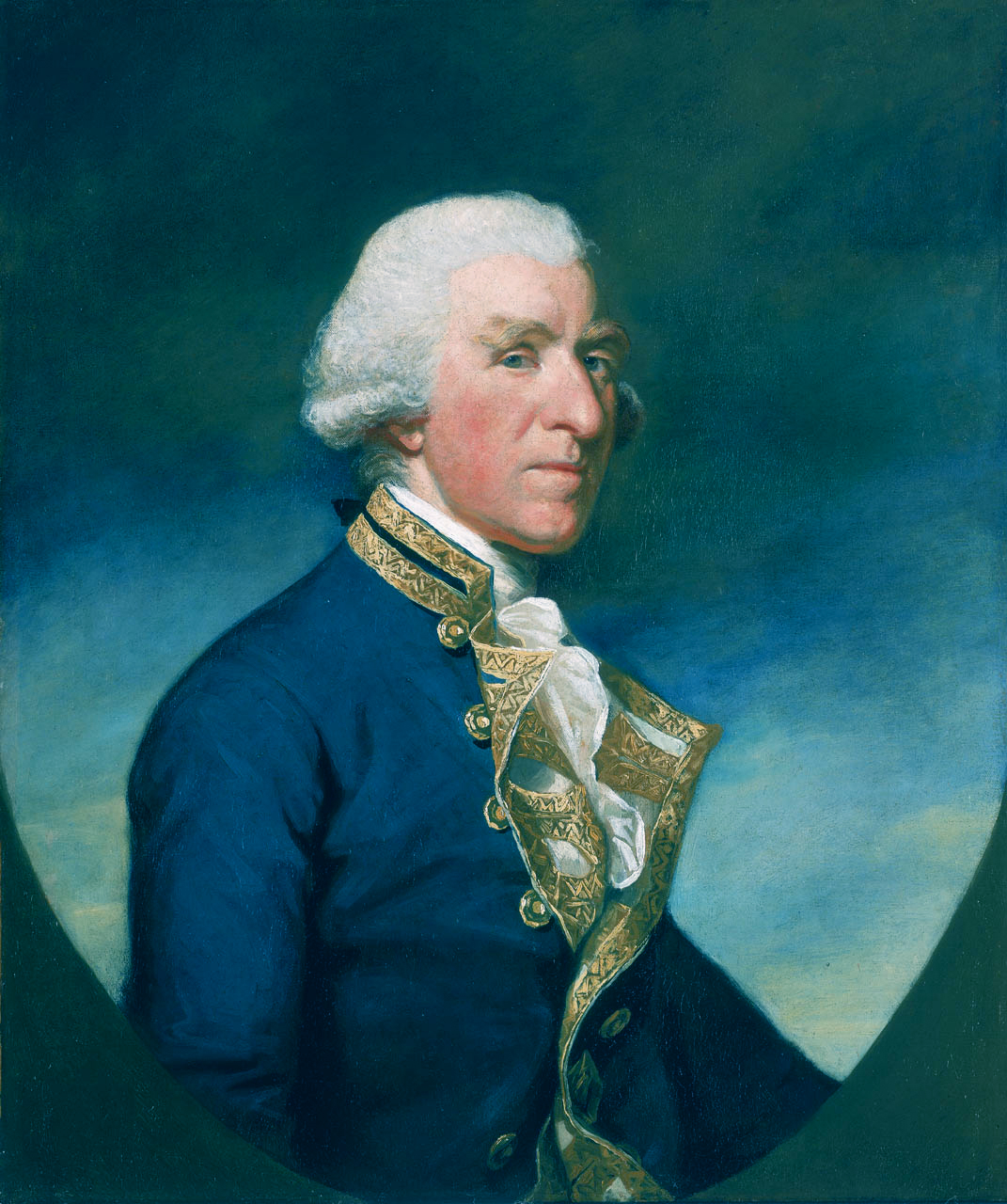
初代フッド子爵サミュエル・フッド提督

初代子爵である海軍軍人サミュエル・フッド提督(1724–1816)は、アメリカ独立戦争や対フランス戦争でイギリス海軍の指揮を執った人物である。彼は1778年5月19日にグレートブリテン準男爵位「（サウサンプトン州キャサリントンの）準男爵（Baronet, of Catherington in the County of Southampton）」、1782年9月2日にアイルランド貴族爵位「サウサンプトン州キャサリントンのフッド男爵（Baron Hood, of Catherington in the County of Southampton）」、1796年6月1日にグレートブリテン貴族爵位「ウォリック州ホワイトリーのフッド子爵（Viscount Hood, of Whitley in the County of Warwick）」に叙せられた。また彼の妻であるスザンナ(-1806)も1795年3月27日に彼女の男系男子への特別継承権を認めたグレートブリテン貴族爵位「サウサンプトン州におけるキャサリントンのフッド女男爵（Baroness Hood, of Catherington in the County of Southampton）」に叙されている。これらの爵位は彼らの男系男子によって現在まで継承されている。

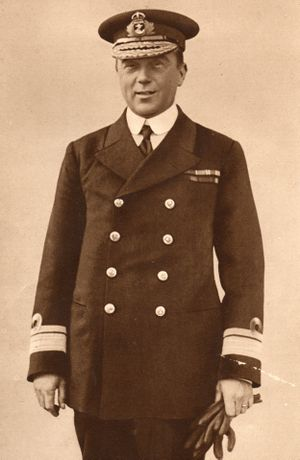
海軍軍人ホレース・フッド。戦死していたため、爵位を継げなかった。

その子孫の5代子爵グロヴナー(1868-1933)は子のないまま死去した。本来ならばその弟のホレース・フッド(1870-1916)が継ぐはずだったが、海軍軍人のホレースはすでに1916年のユトランド沖海戦で戦死していた。
そのため以降は、ホレースの長男サミュエル(6代子爵、1910-1981)、さらに次男アレクサンダー(7代子爵、1914-1999)が相次いで爵位継承した。
2023年現在の当主は、その子の第8代フッド子爵ヘンリー・フッド(1958-)である。
子爵家の邸宅は、ドーセット州ブリッドポートに位置するローダーズ・コート(Loders Court)。
一族と爵位にかかるモットーは、『良き風とともに(Ventis Secundis)』。

## 現当主の保有爵位/準男爵位
現当主である第8代フッド子爵ヘンリー・リトルトン・アレグザンダー・フッドは、以下の爵位・準男爵位を保有している。
- ウォリック州におけるホワイトリーの第8代フッド子爵(8th Viscount Hood, of Whitley in the County of Warwick)

(1796年6月1日の勅許状によるグレートブリテン貴族爵位)
- サウサンプトン州におけるキャサリントンの第8代フッド男爵(8th Baron Hood, of Catherington in the County of Southampton)

(1782年9月2日の勅許状におけるアイルランド貴族爵位)
- サウサンプトン州におけるキャサリントンの第8代フッド男爵(8th Baron Hood, of Catherington in the County of Southampton)

(1795年3月27日の勅許状によるグレートブリテン貴族爵位)
- （キャサリントンの）第8代準男爵(8th Baronet, of Catherington)

(1778年5月19日の勅許状によるグレートブリテン準男爵位)

## フッド子爵 (1796年)

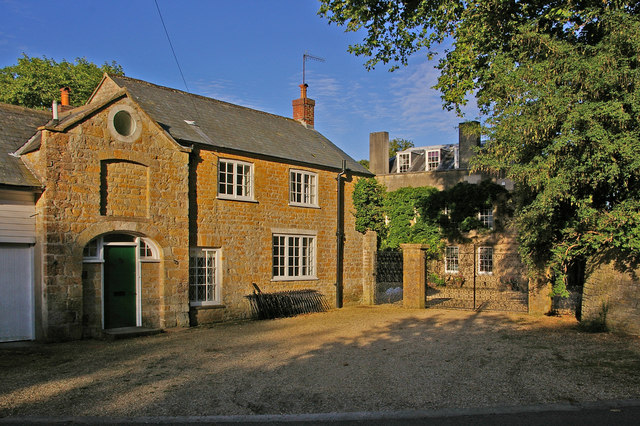
子爵家の邸宅ローダーズ・コート。

- 初代フッド子爵サミュエル・フッド (1724–1816)
- 2代フッド子爵ヘンリー・フッド (1753–1836)
- 3代フッド子爵サミュエル・フッド＝ティベッツ (1808–1846)
- 4代フッド子爵フランシス・ホイラー・フッド (1838–1907)
  -  † ホレース・フッド（1870-1916）
- 5代フッド子爵グローヴナー・アーサー・アレグザンダー・フッド (1868–1933)
- 6代フッド子爵サミュエル・フッド（英語版） (1910–1981)
- 7代フッド子爵アレグザンダー・ランバート・フッド (1914–1999)
- 8代フッド子爵 ヘンリー・リトルトン・アレグザンダー・フッド（英語版）(1958-)
  - 法定推定相続人は現当主の息子アーチボルド・リトルトン・サミュエル・フッド (1993-)

## フッド男爵 (1795年)
- 初代フッド女男爵スザンナ・フッド (-1806)
- 2代フッド子爵ヘンリー・フッド (1753–1836) (1816年に第2代フッド子爵位を継承)